# 蘇霍沃拉
蘇霍沃拉是波蘭的城鎮，位於該國東北部，由波德拉謝省負責管轄，始建於十六世紀，面積25.95平方公里，海拔高度156米，該鎮在1795年至1807年間由普魯士管治，2006年人口2,243。
53°35′N 23°06′E / 53.583°N 23.100°E